# Charlottetown
Charlottetown Kanada Prince Edward-sziget tartományának fővárosa és legnagyobb városa, Queens megye székhelye.
Charlottetown az azonos nevű kikötőben található, amelyet három folyó találkozása alkot.

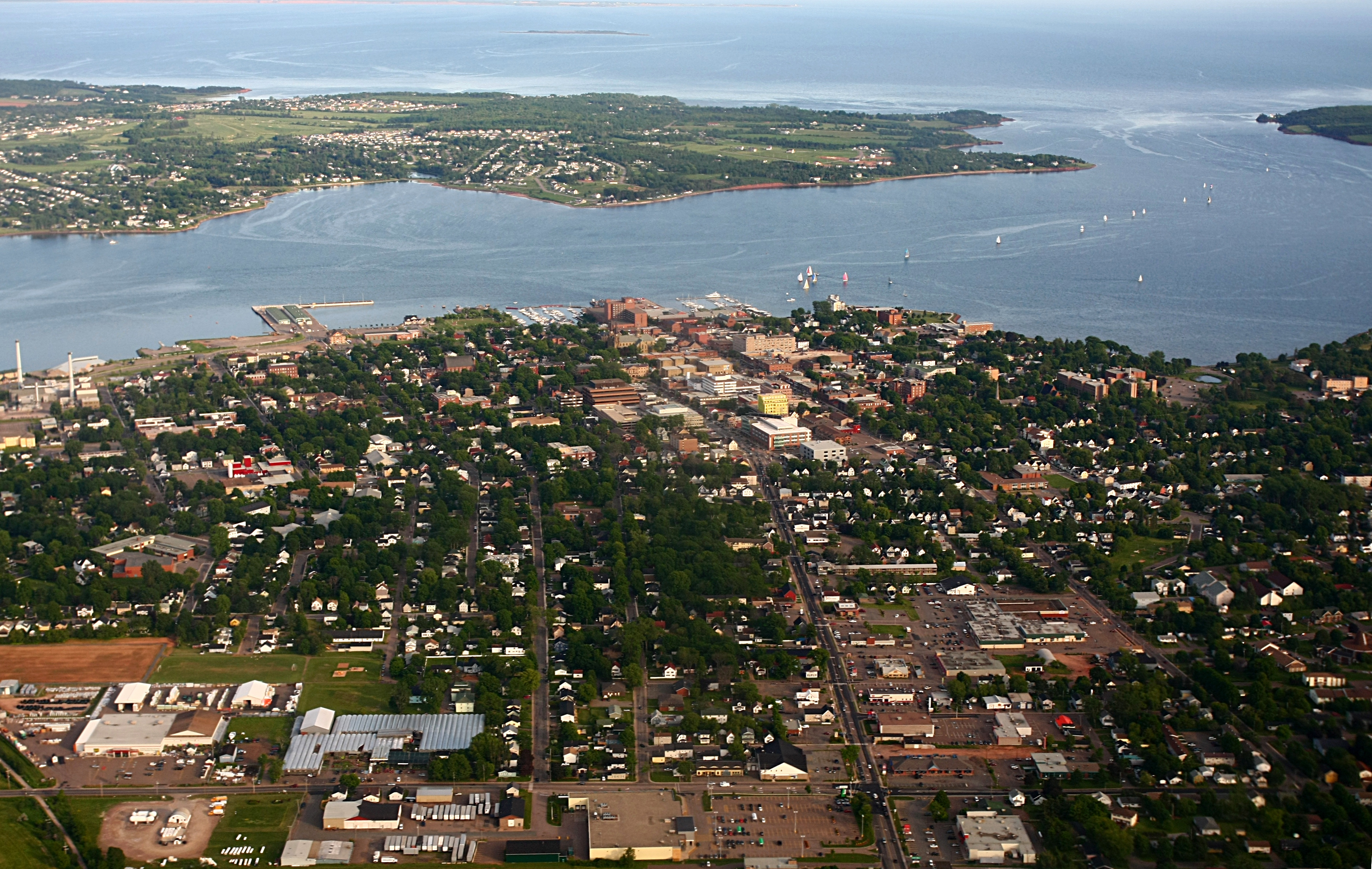
Charlottetown a magasból

A Charlotte királynéról elnevezett Charlottetown 1855-ig nem volt önálló település, ekkor alakult várossá.

## Népesség
A Kanadai Statisztikai Hivatal által végzett 2021-es kanadai népszámlálás szerint Charlottetown lakossága 38 809 fő volt.
Charlottetown lakossága 2022-ben 40 500 fő volt (becsült); a város agglomerációja 83 063 fő volt, mely a tartomány lakosságának (160 302 fő) nagyjából a fele.

## Közlekedés

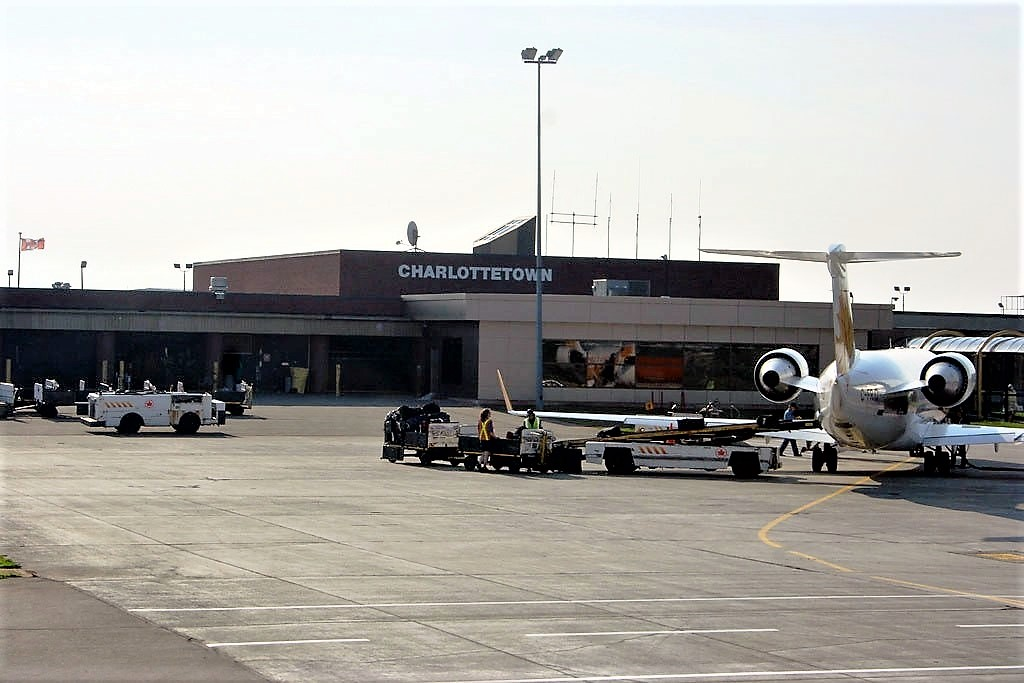
A Charlottetowni repülőtér

A Charlottetowni repülőtér a tartomány egyetlen repülőtere, amely menetrend szerinti járatokat fogad, évente kb. 280 ezer utast szolgál ki.

## Fordítás
- Ez a szócikk részben vagy egészben  a   Charlottetown című angol Wikipédia-szócikk ezen változatának fordításán alapul.  Az eredeti cikk szerkesztőit annak laptörténete sorolja fel. Ez a jelzés csupán a megfogalmazás eredetét és a szerzői jogokat jelzi, nem szolgál a cikkben szereplő információk forrásmegjelöléseként.
- Ez a szócikk részben vagy egészben  a   Charlottetown című német Wikipédia-szócikk ezen változatának fordításán alapul.  Az eredeti cikk szerkesztőit annak laptörténete sorolja fel. Ez a jelzés csupán a megfogalmazás eredetét és a szerzői jogokat jelzi, nem szolgál a cikkben szereplő információk forrásmegjelöléseként.